# Lutas nos Jogos Pan-Americanos de 1975
As competições de luta olímpica nos Jogos Pan-Americanos de 1975 foram realizadas na Cidade do México, no México. Foram disputados  eventos de luta livre e luta greco-romana.

## Medalhistas
Luta livre masculina
| Evento                  | Ouro                                  | Prata                           | Bronze                            |
| ----------------------- | ------------------------------------- | ------------------------------- | --------------------------------- |
| Até 48 kg detalhes      | Jorge Frias MEX México                | David Cowan USA Estados Unidos  | Miguel Alonso CUB Cuba            |
| Até 52 kg detalhes      | Eloy Abreu CUB Cuba                   | James Haines USA Estados Unidos | Pablo Gómez MEX México            |
| Até 57 kg detalhes      | Jorge Ramos CUB Cuba                  | Moisés López MEX México         | Mark Massery USA Estados Unidos   |
| Até 62 kg detalhes      | Egon Beiler CAN Canadá                | José Ramos CUB Cuba             | James Humphrey USA Estados Unidos |
| Até 68 kg detalhes      | Lloyd Keaser USA Estados Unidos       | Clive Lewellyn CAN Canadá       | Daniel Pozo CUB Cuba              |
| Até 74 kg detalhes      | Francisco Lebeque CUB Cuba            | Carl Adams USA Estados Unidos   | James Miller CAN Canadá           |
| Até 82 kg detalhes      | George Hicks USA Estados Unidos       | Richard Deschatelets CAN Canadá | Fernando Goldschmied MEX México   |
| Até 90 kg detalhes      | Benjamin Patterson USA Estados Unidos | Bárbaro Morgan CUB Cuba         | Terry Paice CAN Canadá            |
| Até 100 kg detalhes     | Russell Hellickson USA Estados Unidos | Lupe Lara CUB Cuba              | Claude Pilon CAN Canadá           |
| Mais de 100 kg detalhes | Michael McCready USA Estados Unidos   | Lázaro Morales CUB Cuba         | Carlos Braconi ARG Argentina      |

Luta greco-romana masculina
| Evento                  | Ouro                                 | Prata                             | Bronze                     |
| ----------------------- | ------------------------------------ | --------------------------------- | -------------------------- |
| Até 48 kg detalhes      | Silvano Valdés CUB Cuba              | Karoly Kancsar USA Estados Unidos | Alfredo Olvera MEX México  |
| Até 52 kg detalhes      | Bruce Thompson USA Estados Unidos    | Enrique Jiménez MEX México        | Raúl Trujillo CUB Cuba     |
| Até 57 kg detalhes      | Daniel Mello USA Estados Unidos      | Leonel Pérez CUB Cuba             | Alfredo López MEX México   |
| Até 62 kg detalhes      | Howard Stupp CAN Canadá              | Gary Alexander USA Estados Unidos | Julio Gutierrez MEX México |
| Até 68 kg detalhes      | Patrick Marcy USA Estados Unidos     | Erasmo Estrada CUB Cuba           | John McPhedron CAN Canadá  |
| Até 74 kg detalhes      | Idalberto Barban CUB Cuba            | Michael Jones USA Estados Unidos  | Segundo Olmedo PAN Panamá  |
| Até 82 kg detalhes      | Daniel Chandler USA Estados Unidos   | René Vidal CUB Cuba               | Juan Flores MEX México     |
| Até 90 kg detalhes      | Willie Williams USA Estados Unidos   | Bárbaro Morgan CUB Cuba           | Javier Serrano MEX México  |
| Até 100 kg detalhes     | Brad Rheingans USA Estados Unidos    | Daniel Vernik ARG Argentina       | Lupe Lara CUB Cuba         |
| Mais de 100 kg detalhes | William van Worth USA Estados Unidos | Francisco Lonchán CUB Cuba        | Harry Geris CAN Canadá     |

## Quadro de medalhas
| Ordem | País               | Medalha de ouro | Medalha de prata | Medalha de bronze |    |
| ----- | ------------------ | --------------- | ---------------- | ----------------- | -- |
| 1     | USA Estados Unidos | 12              | 6                | 2                 | 20 |
| 2     | CUB Cuba           | 5               | 9                | 4                 | 18 |
| 3     | CAN Canadá         | 2               | 2                | 5                 | 9  |
| 4     | MEX México         | 1               | 2                | 7                 | 10 |
| 5     | ARG Argentina      |                 | 1                | 1                 | 2  |
|       | PAN Panamá         |                 |                  | 1                 | 1  |
| TOTAL | TOTAL              | 20              | 20               | 20                | 60 |

## Ligação externa
- Jogos Pan-Americanos de 1975